# Wil Velders-Vlasblom
Wilhelmina (Wil) Velders-Vlasblom (Schiedam, 2 mei 1930 - Utrecht, 20 januari 2019) was een Nederlands politicus van de PvdA.
Ze werd geboren als dochter van een koperslager en is opgegroeid in Rotterdam. Voor de Tweede Wereldoorlog waren haar ouders lid van de SDAP (voorganger van de PvdA) en zelf was ze toen lid van de Arbeiders Jeugd Centrale (AJC). Vanwege de bombardementen heeft ze de mulo niet afgemaakt. Velders-Vlasblom was hoofdbestuurslid van de Vrouwenbond van de PvdA voor ze tussentijds in 1969 in de gemeenteraad van Utrecht kwam. In september 1974 werd ze in Utrecht de eerste vrouwelijke wethouder en in november 1986 volgde haar benoeming tot burgemeester van Beverwijk. In juni 1995 ging ze daar met pensioen. Begin 2019 overleed Velders-Vlasblom op 88-jarige leeftijd.